# Museo Arqueológico Inca Huasi
El Museo Arqueológico Regional Inca Huasi es uno de los más importantes museos dedicados a la arqueología del noroeste argentino. Está ubicado en la ciudad de La Rioja, capital de la provincia de homónima. 

## Historia
El museo fue fundado en 1926 por el padre Bernardino Gómez, perteneciente a la orden Franciscana, y se instaló inicialmente en un salón de alrededor de 70 m² de la Escuela San Francisco, perteneciente a la Orden.
Las primeras piezas fueron producto de las exploraciones y excavaciones que el padre Gómez realizó en varios sitios de antiguos asentamientos precolombinos en la provincia y en la vecina provincia de Catamarca. Conociendo su interés, muchas personas le entregaban espontáneamente piezas antiguas conservadas en los hogares e incluso los niños le llevaban objetos que encontraban durante sus paseos o juegos en las serranías cercanas. Con el paso del tiempo se construyó un nuevo edificio destinado a preservar la colección, acrecentada por donaciones de coleccionistas privados. La colección, que en 1926 no llegaba al centenar de objetos, consistía en unas 8000 piezas en 1946.
A partir de 2009 se desarrolló un trabajo de puesta en valor del museo, que incluyó mejoras edilicias, cambios en la exhibición y preservación de las piezas, creación de un salón de interpretación y otros avances tendientes a facilitar el objetivo de divulgación.
El museo cuenta con el reconocimiento de la UNESCO y la OEA, por la riqueza de su patrimonio.
En la actualidad, la Secretaría de Cultura de la Provincia comparte la gestión y administración del museo, aportando recursos económicos y humanos para su conservación y funcionamiento.

## Colecciones
El museo posee más de 9000 piezas catalogadas pertenecientes a las culturas diaguita, Belén, Condorhuasi, Aguada y Santa María, que en su gran mayoría son objetos de piedra. Los patios y otros espacios al aire libre exhiben los objetos líticos de mayor volumen.
Entre las piezas más valiosas se señala una urna funeraria de la cultura Aguada, y una pieza llamada "vuyuna" que servía como contrapeso del huso en la elaboración de hilados. Esta pieza está grabada con motivos que aún no han sido interpretados.
El museo posee una sección de exhibición de arte sacro, donde se conserva el retablo de la antigua capilla de San Nicolás, —destruida por un sismo a fines del siglo XIX—, pieza de gran valor estético y testimonial.